# Красный Луг (Красноярский край)
Красный Луг— деревня  в Большеулуйском районе Красноярского края в составе  Большеулуйского сельсовета.

## География
Находится  примерно в  5 километрах по прямой на север-северо-восток от районного центра села Большой Улуй.

## Климат
Климат резко континентальный, с продолжительной морозной зимой и коротким тёплым летом. Средняя температура воздуха самого тёплого месяца (июля) составляет 17,9 °C; самого холодного (января) — −18,2 °C. Продолжительность безморозного периода составляет в среднем 105 дней. Среднегодовое количество атмосферных осадков составляет 474 мм, из которых 341 мм выпадает в период с апреля по октябрь.

## Население
Постоянное население составляло 118 человек в 2002 году (96% русские),  85 в 2010.